# Unterarmgehstütze

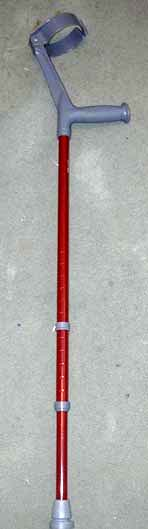
Unterarmgehstütze mit Manschettenring und Stockpuffer

Eine Unterarmgehstütze (auch Unterarmstütze oder Krücke) ist eine Gehhilfe, auf der sich der Unterarm abstützen kann. Sie besteht aus einem Stützrohr (aus Metall oder einem anderen Werkstoff) mit Handgriff und kann zusätzlich mit einer höhergelegenen Manschette versehen sein.

## Konstruktion
Neben der einfachen Grundform gibt es Variationen nach der Form der Manschette, den Handgriffen oder der Form des Stützrohres, wie etwa Arthritisstützen oder die „physiologische Gehhilfe“. Diese hat ein Stützrohr, das im Unterarm-/Hand-Bereich wie ein liegendes „S“ gebogen ist. Der Handgriff ist dabei nicht wie üblich an das Stützrohr angesetzt, sondern befindet sich im horizontalen Bereich der „S“-Biegung. Es wird angegeben, diese Anfertigung lasse sich ohne Handschluss mit geringerem Bewegungsaufwand vorsetzen. Das Design bewirke die Ableitung des Lasteintrags nach EU-Norm DIN ISO 11334-1 zu etwa der Hälfte auf die Armspange, so dass Hand- und Schultermuskulatur deutlich entlastet würden.
Für eine bessere Rutschfestigkeit können spezielle Bodenhaftpuffer (Stockpuffer) sorgen.

## Geschichte
Émile Schlick aus Nancy erhielt 1916 ein französisches Patent auf eine Unterarmkrücke (Nr. 479.036, beantragt am 7. Mai 1915). Die heute übliche Form wurde durch den französischen Industriedesigner Louis Lucien Lepoix entworfen.